# Псеудохипоксија
Псеудохипоксија је стање које опонаша хипоксију,па иако у организму има довољно кисеоника,  дисање митохондрија је нарушено због недостатка неопходних коензима, као што су никотинамид аденин динуклеотид (NAD+)  коензим присутан у свим живим ћелијама и тиамин пирофосфат (TPP, tiamin difosfat, ThDP). Повећани цитосолни однос слободног NADH/NAD+  у ћелијама (више NADH него NAD+ ) може бити узрокован дијабетичком хипергликемијом и прекомерном конзумацијом алкохола. Низак ниво TPP је резултат недостатка тиамина.
Недостатак расположивог NAD+  или TPP производи симптоме сличне хипоксији (недостатак кисеоника), јер су потребни првенствено Кребсовом циклусу за оксидативну фосфорилацију, а NAD+  у мањој мери у анаеробној гликолизи.  Оксидативна фосфорилација и глиоколиза су од виталног значаја јер ови метаболички путеви производе АТП, молекул који ослобађа енергију неопходну за функционисање ћелија.
Како нема довољно NAD+  или TPP за аеробну гликолизу нити оксидацију масних киселина, прекомерно се користи анаеробна гликолиза која претвара гликоген и глукозу у пируват, а затим пируват у лактат (ферментација). Ферментација такође генерише малу количину NAD+  из NADH, али само довољно да одржи анаеробну гликолизу. Прекомерна употреба анаеробне гликолизе нарушава однос лактат/пируват изазивајући лактацидозу. Смањење пирувата инхибира глуконеогенезу и повећава ослобађање масних киселина из масног ткива. У јетри, повећање слободних масних киселина у плазми доводи до повећане производње кетона (који у вишку изазива кетоацидозу). Повећане количине слободних масних киселина у плазми, повећан ацетил-CoA (акумулиран услед смањене функције Кребсовог циклуса) и повећан NADH доприносе повећању синтезе масних киселина у јетри (која у вишку изазива болест масне јетре). 
Псеудохипоксија такође доводи до хиперурикемије пошто повишена млечна киселина инхибира лучење мокраћне киселине у бубрезима; као и недостатак енергије услед инхибиране оксидативне фосфорилације доводи до повећаног обрта аденозин нуклеотида реакцијом миокиназе и циклусом пуринских нуклеотида.
Истраживања су показала да опадање нивоа NAD+  током старења изазива псеудохипоксију, а да повећање нуклеарног NAD+  код старих мишева преокреће псеудохипоксију и метаболичку дисфункцију, чиме се преокреће процес старења. Тренутно се раде испитивања NAD+  на људима која су почела 2010-их година. 
Псеудохипоксија је карактеристика која се обично примећује код лоше контролисане шећерне болести. Концепт псеудохипоксије код шећерне болести одраслих (шећерне болест тип 2) и његових компликација први су изнели Вилијамсон и сарадници 19931. године и од тада је псеудохипоксија привукла све већу пажњу у области истраживања шећерне болести.

## Реакције
Код лоше контролисане шећерне болести, пошто инсулин није довољан, глукоза не може да уђе у ћелију и остаје висока у крви (хипергликемија). Пут полиола претвара глукозу у фруктозу, која онда може да уђе у ћелију без потребе за инсулином.  Оксидативно оштећење ћелија у шећерној болести оштећује ДНК и узрокује активирање поли (АДП рибозе) полимераза или ПАРП, као што је ПАРП1. Оба процеса смањују расположиви NAD+. 
У катаболизму етанола, етанол се претвара у ацетат, трошећи NAD+. Када се алкохол конзумира у малим количинама, NADH /NAD+ однос остаје у равнотежи довољно да се ацетил-CoA (претворен из ацетата) користи за оксидативну фосфорилацију. Међутим, чак и умерене количине алкохола (1-2 пића) резултирају више NADH  него NAD+, што инхибира оксидативну фосфорилацију. У хроничној прекомерној конзумацији алкохола, микрозомални етанол оксидациони систем (МЕОС) се користи као додатак алкохол дехидрогенази. 

### Шећерна болест
Шећерна болест типа 2  узрокована је упорним високим нивоом глукозе у крви, што је познато као дијабетичка хипергликемија. Ова хипергликемијска ситуација, када се не контролише, може прекомерно произвести NADH и снизити никотинамид аденин динуклеотид (NAD+), стварајући тако NADH /NAD+ редокс неравнотежу и довести до ћелијске псеудохипоксије.
Појава псеудохипоксије код шећерне болести и њених компликација узрокована је NADH /NAD+ редокс неравнотежом,  углавном је узрокована активацијом алдехид редуктазе у путу полиола и PARP инхибитором . Псеудохипоксија може изазвати редуктивни стрес праћен оксидативним стресом који на крају доводи до смрти ћелије и дисфункције ткива). Као средство за обнављање NADH /NAD+ редокс равнотеже и спречавање појаве псеудохипоксије, НР се показао као обећавајуће једињење као терапеутско средство за шећерну болест и његове компликације. Треба напоменути да се други системи, као што је митохондријски комплекс 1 , такође могу истражити као терапијски циљ за обнављање NADH /NAD+ редокс равнотеже како би се спречила појава псеудохипоксије код шећерне болест типа 2.

#### Пут полиола
D-глукоза + NADPH → Сорбитол + NADP+ (катализује алдоза редуктаза)
Сорбитол + NAD+ → D-фруктоза + NADH (катализује сорбитол дехидрогеназа)

#### Поли (ADP-рибоза) полимераза-1
Протеин + NAD+ → Протеин + ADP-рибоза + никотинамид (катализују PARP1)

### Катаболизам етанола

#### Alcohol dehydrogenase
Етанол + NAD+ → Ацеталдехид + NADH + H+ (катализује алкохол дехидрогеназа)
Ацеталдехид + NAD+ → Ацетат + NADH + H+(катализује алдехид дехидрогеназа)

#### МЕОС
Етанол+ NADPH + H+ + O2 → Ацеталдехид + NADP+ + 2H2O (катализовано од CYP2E1)
Ацеталдехид + NAD+ → Ацетат + NADH + H+(катализује алдехид дехидрогеназа)